# Волынский, Пётр Васильевич Щепа
Пётр Васильевич Волынский Щепа — московский дворянин и воевода во времена правления Бориса Годунова, Смутное время и царствование Михаила Фёдоровича.
Из дворянского рода Волынские. Старший сын воеводы Волынского Василия Яковлевича Щепа. Имел братьев: Фёдора, Семёна и Ивана Васильевичей Волынских, а также сестру, выданную замуж за Морозова Петра Васильевича.

## Биография
В чине стряпчего с платьем 1 августа 1598 года подписался на акте об избрания на царство Бориса Годунова. В 1611 году упомянут в чине стольника. В 1614-1615 годах воевода в Царёво-Кокшайске. В 1616 году воевода в Яранске, в этом году его поместный оклад составлял 600 четвертей и 35 рублей. В 1618-1619 годах воевода в Мангазее. С апреля 1625 года воевода в Вологде. В 1626 году переведён воеводой в Устюг Великий, где пробыл и весь следующий год. В 1627-1629 годах упоминается московским дворянином. С 1629 по 1632 года исполнял различные придворные должности и не редко обедал у Государя.
Крупный землевладелец: в 1627-1628 годах за ним было в Московском уезде часть деревни Алексеевской, пустоши Окатово, Ордынцево и Кулешово, которые в 1636 году отданы сыну его Михаилу Петровичу, а в 1685 году перешли к боярину Волынскому Ивану Фёдоровичу. В 1628 году за ним же в Галицком уезде имелись поместья: Чураново, Илово, Шебаново и другие, всего пашенной земли 200 четвертей, которые в 1672 году отданы его сыну Михаилу Петровичу. В Рязанском уезде ему принадлежало село Ряденки.

## Семья
Жена: Аксинья Прокофьевна урождённая Воейкова (в первом браке за Тургеневым Бауклеем Андреевичем), в приданое даны поместья в Московском и Романовском уездах.
Дети:
- Волынский Иван Петрович — стольник и есаул.
- Волынский Михаил Петрович — стольник и воевода.